# Публий Лициний Калв Есквилин Млади
Публий Лициний Калв Есквилин Млади (на латински: Publius Licinius Calvus Esquilinus) e политик и сенатор на Римската република през 4 век пр.н.е.

## Биография
Произлиза от клон Калв на плебейската фамилия Лицинии. Вероятно е син на Публий Лициний Калв Есквилин (консулски военен трибун 400 пр.н.е.), първият плебей, избран за магистрат.
Баща му е избран за консулски военен трибун за 396 пр.н.е., но отстъпва мястото си на него. Публий Лициний става консулски военен трибун през 396 пр.н.е.
Неговият син Гай Лициний Калв e първия плебей, станал началник на конницата.